# Boston-Marathon 1913
| 17. Boston-Marathon    | 17. Boston-Marathon        |
| ---------------------- | -------------------------- |
| Stadt                  | Boston, Vereinigte Staaten |
| Datum                  | 19. April 1913             |
| Distanz                | 37 – 38,5 Kilometer        |
| Sieger                 |                            |
| Männer                 | Mike J. Ryan (2:25:14 h)   |
| ← Boston-Marathon 1912 | Boston-Marathon 1914 →     |
| Website                | Offizielle Website         |

Der Boston-Marathon 1913 war die 17. Ausgabe der jährlich stattfindenden Laufveranstaltung in Boston, Vereinigte Staaten. Der Marathon fand am 19. April 1913 statt. Die Laufdistanz betrug zwischen 37 und 38,5 Kilometer.
Es gewann Fritz Carlson in 2:25:14 h.

## Ergebnis
| Platz | Athlet            | Land               | Zeit (h) |
| ----- | ----------------- | ------------------ | -------- |
| 01    | Fritz Carlson     | Vereinigte Staaten | 2:25:14  |
| 02    | Andrew Sockalexis | Vereinigte Staaten | 2:27:12  |
| 03    | Harry Smith       | Vereinigte Staaten | 2:28:23  |
| 04    | George McInerney  | Vereinigte Staaten | 2:31:51  |
| 05    | Édouard Fabre     | Kanada             | 2:32:18  |
| 06    | John Stack        | Vereinigte Staaten | 2:32:38  |
| 07    | Joseph Lorden     | Vereinigte Staaten | 2:33:04  |
| 08    | William Brown     | Vereinigte Staaten | 2:33:46  |
| 09    | George Gaskill    | Vereinigte Staaten | 2:34:00  |
| 10    | Anastas Sturgis   | Vereinigte Staaten | 2:35:42  |